# ナジュムッディーン・アリー・ハーン
ナジュムッディーン・アリー・ハーン（Najm ud-Din Ali Khan, 1747年頃 - 1766年5月8日）は、東インドのベンガル太守（在位：1765年 - 1766年）。ナジュム・ウッダウラ（Najm ud-Daula）とも呼ばれる。

## 生涯
1747年頃、ベンガル太守（このときはまだ太守ではない）ミール・ジャアファルの次男として生まれた。
1764年1月29日、父ミール・ジャアファルに後継者に指名され、1765年2月5日に父が死亡したことにより、太守位を継承した。
だが、ミール・ジャアファルの死後、イギリスはベンガル太守就任の条件としてその追認必要とすることを条件とした。ナジュムッディーン・アリー・ハーンが追認されたのは同年2月23日のことであった。なお、3月25日にはムガル帝国の皇帝シャー・アーラム2世の追認も受けた。
イギリスはその際、ナジュムッディーン・アリー・ハーンを太守位に据えた褒賞として、軍隊の大部分を解体させ、イギリスが任免・罷免する副太守を通してベンガルを統治することを許された。これとは別に、会社参事会のメンバーは太守から150万ルピーを支払わせた。
同年9月30日、ナジュムッディーン・アリー・ハーンはイギリスにベンガル、ビハール、オリッサの3州のディーワーニーを授けた。これは8月に締結されたブクサールの戦いの講和条約アラーハーバード条約で、皇帝シャー・アーラム2世により認められたものであった。
1766年5月8日、ナジュムッディーン・アリー・ハーンはロバート・クライヴを出迎えるためのパーティーで発熱し、そのまま死亡した。太守位は弟のナジャーバト・アリー・ハーンが継承した。